# Opcija (financije)
U financijama, opcija (eng. options) je vrijednosni papir izveden iz prometa vrijednosnih papira koji daju pravo kupnje ili prodaje vezane imovine po izvršnoj cijeni kroz određeno vrijeme ili na određeni dan. Opcija je vrsta derivata.

## Vrste opcija
- Call opcija
- Put opcija
- Europske opcije
- Američke opcije

Nota: ime europskih i američkih opcija nije nikako povezano s tim gdje se te opcije služe, obje vrste moguće je naći u Europi i Americi.

### Call opcija
Call opcija (eng. call option) jedna je od dvije temeljne vrste opcije. Call opcija daje njenom vlasniku pravo, ali ne i obvezu, kupnje od sastavljača opcije ugovorenih vrijednosnih papira ili neke druge vezane imovine po izvršnoj cijeni u opciji na određeni dan ili tijekom određenog razdoblja.

### Put opcija
Put opcija (eng. put option) jedna je od dvije temeljne vrste opcije. Put opcija daje njenom vlasniku pravo, ali ne i obavezu, prodaje sastavljaču opcije ugovorenih vrijednosnih papira ili neke druge vezane imovine po izvršnoj cijeni u opciji na određeni dan ili tijekom određenog razdoblja.

### Europske opcije
Europske opcije (eng. European options) su opcije koje se mogu izvršiti samo na određeni dan, odnosno samo u vrijeme isticanja njihova važenja (dospijeća).

### Američke opcije
Američke opcije (eng. American options) su opcije koje se mogu izvršiti u bilo koje vrijeme do isticanja njihova važenja, tj. do njihova dospijeća.